# Laetmonice rugosa
Laetmonice rugosa är en ringmaskart som beskrevs av Horst 1916. Laetmonice rugosa ingår i släktet Laetmonice och familjen Aphroditidae. Inga underarter finns listade i Catalogue of Life.